# Chilo
Chilo, auch Kilo, war ursprünglich ein türkisches Volumen- und Getreidemaß auf der Insel Cerigo der Ionischen Inseln und entsprach 35,266 bis 37,12 Liter
- 1 Chilo = 8 Gallone = 64 Dicotili[2]
- 1 Chilo = 1776,4 Pariser Kubikzoll = 35,237 Liter[3] (= 36,3476 Liter[4])

Es war auch ein Volumenmaß für Getreide in Rumänien. Verschiedene Bezeichnungen existierten: Chila, Kilo, Kila Kile.
- Walachei: 1 Chilo = 8 Banniza = 3,9 Hektoliter
- Moldauer und Galizier Gebiet: 1 Chilo = 2 Merza = 20 Banniza = 4,2 Hektoliter
- Jassy: 1 Chilo = 22 Banniza = 4,6 Hektoliter